# Athrycia nigripalpis
Athrycia nigripalpis là một loài ruồi trong họ Tachinidae.